# Busdraghi
I Busdraghi sono un'antica e nota famiglia patrizia della città di Lucca. Dal 1836, dopo la scomparsa dell'ultimo esponente maschio in linea retta, il loro cognome viene portato dai discendenti dei loro parenti più prossimi, i Brancoli (da allora, "Brancoli Busdraghi"), altra antica famiglia patrizia di Lucca.

## Famiglia Busdraghi
Operatori economici e banchieri, se ne hanno riferimenti fin dal XII secolo. Fra i tanti personaggi e notabili figurano commercianti, notari, Cesare arcivescovo di Chieti e tra i vari si distinse l'editore Vincenzo, fondatore della prima cartiera in Lucca nella prima metà del XVI secolo, e che con la sua celebre stamperia pubblicò numerose e pregiate opere librarie, ancora oggi consultabili in archivi e biblioteche, tra cui figurano quella dell'Università di Cambridge e della Biblioteca Apostolica Vaticana, e reperibili talvolta nelle librerie antiquarie specializzate in pubblicazioni e testi antichi.
Lo stemma della famiglia era raffigurato anticamente con un drago rampante, poi sostituito con un drago rampante con testa umana e cappuccio. Dal 1836, lo stemma dei Brancoli Busdraghi è inquartato: nella metà di sinistra, pantera nera rampante su sfondo azzurro con banda diagonale gialla (Brancoli); nella metà di destra, drago rampante barrato con testa umana e cappuccio.
A Lucca una via è dedicata alla famiglia a poca distanza dal palazzo Brancoli Busdraghi, in via Fillungo.

## Vincenzo Busdraghi
Tipografo, figlio di Niccolò, nato a Lucca (secondo alcuni nell'isola greca di Scio) nel 1516 o nel 1524; fu anche letterato, insegnante e cartaio e ricoprì cariche pubbliche. Morì a Lucca il 27 agosto 1601; secondo il Dizionario biografico degli italiani, il libraio Ottaviano Guidoboni, che sarebbe stato suo socio dal 1594, avrebbe continuato l'attività fino al 1605 sotto il nome di Busdraghi.
Nomi su edizioni: Vincentius Busdragus; Vince. Busdraghi; Vincenzo Busdrago; Vincenzo Busdragho; Vincentius Busdracus; Vincentius Busdrachius; Busdrago; Vincenti Busdraghi.